# Fermilab
Phòng thí nghiệm Máy gia tốc Quốc gia Fermi (Fermilab), nằm ở Batavia gần Chicago, Illinois, là một phòng thí nghiệm quốc gia của bộ Năng lượng Hoa Kỳ chuyên về vật lý hạt năng lượng cao. Cho đến ngày 1 tháng 1 năm 2007, Fermilab được hoạt động bởi Liên minh Nghiên cứu Fermi, một tổ chức hợp tác giữa Đại học Chicago và Hiệp hội Nghiên cứu các trường Đại học (URA). Fermilab nằm trong Vùng Nghiên cứu và Công nghệ Illinois. Phòng thí nghiệm này được đặt tên Fermilab để kỷ niệm nhà vật lý nổi tiếng Enrico Fermi.
Tevatron của Fermilab là một máy gia tốc hạt lớn, với chu vi 3,9 dặm (6,3 km), nó là máy gia tốc năng lượng lớn thứ hai trên thế giới (sau máy gia tốc hạt lớn của CERN với chu vi 27 km). Năm 1977, quark đáy được quan sát bởi một đội các nhà khoa học tại Fermilab đứng đầu bởi Leon Lederman. Năm 1995, cả hai thí nghiệm tại CDF và DØ (các máy dò được trang bị cho Tevatron) đều thông báo tìm thấy quark đỉnh. Ngoài nhiệm vụ chính là máy va chạm vật lý năng lượng cao, Fermilab cũng thực hiện một số thí nghiệm nhỏ hơn về neutrino và các thí nghiệm đích ngắm cố định, như MiniBooNE (Thí nghiệm máy đẩy mini neutrino - Mini Booster Neutrino Experiment), SciBooNE (Thí nghiệm máy đẩy SciBar neutrino - SciBar Booster Neutrino Experiment) và MINOS (Máy khởi tạo chính tìm kiếm neutrino dao động - Main Injector Neutrino Oscillation Search). Máy dò MiniBooNE là một quả cầu có đường kính 40 foot (12 m) chứa 800 tấn dầu tinh luyện và gắn 1520 máy dò quang. Người ta ước lượng rằng có khoảng 1 triệu sự kiện neutrino va chạm được ghi lại mỗi năm. SciBooNE là thí nghiệm dò neutrino mới nhất tại Fermilab; nó nằm cùng chùm neutrino với MiniBooNE nhưng có khả năng theo dõi với độ nhạy cao hơn. Thí nghiệm MINOS sử dụng chùm neutrino từ máy khởi tạo chính NuMI (Neutrinos at the Main Injector) của Fermilab, theo đó chùm neutrino này sẽ đi xuyên qua Trái Đất 455 dặm (732 km) để đến được máy dò đặt tại mỏ Soudan ở bang Minnesota.
Trong đại chúng, Fermilab là nơi diễn ra nhiều sự kiện văn hóa của nước Mỹ, không chỉ là những sự kiện khoa học hay hội thảo, mà còn là các buổi hòa nhạc, khiêu vũ và triển lãm nghệ thuật khi được sự cho phép của Hệ thống Cảnh báo An ninh Nội địa Hoa Kỳ. Hiện nay nơi đến là điểm đến của nhiều du khách để chụp ảnh quang cảnh của vùng xung quanh phòng thí nghiệm.
Đặc biệt, có một đàn bò rừng bizon Mỹ, khi bắt đầu thành lập phòng thí nghiệm, sống trên khuôn viên của phòng thí nghiệm, điều này tượng trưng cho sự có mặt của Fermilab tại nơi tiền phương của vật lý học và sự kết nối của nó với đồng cỏ của Hoa Kỳ.
Tiểu hành tinh 11998 Fermilab được đặt tên để vinh danh phòng thí nghiệm này.